# مركيد (هريس)
مركيد هي قرية في مقاطعة هريس، إيران. عدد سكان هذه القرية هو 614 في سنة 2006.